# EdF Logroño
Escuelas de Fútbol de Logroño er et fodboldhold for kvinder hjemmehørende i Logroño der spiller i Primera División.

## Aktuel trup
Oversigten er opdateret til og med 1. juli 2019

| Nr. | Land             | Position | Spiller         |
| --- | ---------------- | -------- | --------------- |
| 4   | Spanien          | FO       | Rebeca Moreno   |
| 5   | Argentina        | MI       | Vanesa Santana  |
| 6   | Spanien          | MI       | Silvia Ruiz     |
| 9   | Ækvatorialguinea | AN       | Jade Boho       |
| 10  | Zambia           | AN       | Barbra Banda    |
| 12  | Brasilien        | FO       | Nágela Oliveira |
| 14  | Spanien          | MI       | Ana Velázquez   |
| 15  | Elfenbenskysten  | MI       | Ida Guehai      |

| Nr. | Land             | Position | Spiller          |
| --- | ---------------- | -------- | ---------------- |
| 17  | Spanien          | AN       | Judith Luzuriaga |
| 18  | Spanien          | FO       | Marisol Urrutia  |
| 19  | Ækvatorialguinea | FO       | Dorine Chuigoué  |
| 20  | Spanien          | AN       | Lorena Valderas  |
| 24  | Spanien          | MI       | Laura Martínez   |
| 25  | Spanien          | MM       | Laura Girol      |
|     | Danmark          | MM       | Line Johansen    |